# Nagant M1895
El revólver Nagant fue diseñado y producido por el armero belga Léon Nagant. Fue adoptado, en diversos modelos, por la policía y el ejército de Suecia (el M1887 en calibre 7,5 mm), Noruega (el M1893), Polonia, Francia (en calibre 8 mm) y Grecia (el Peristrofon M1895), entre otros, aunque el usuario más conocido fue Rusia, que lo adoptó como Modelo de 1895.

## El M1895 ruso
Léon Nagant y su hermano Emile eran bastante conocidos en la corte del Zar y la administración militar rusa debido al importante papel que jugaron en el diseño del fusil Mosin-Nagant modelo 1891. El revólver Nagant M1895 se convirtió en el arma auxiliar estándar de los oficiales de la policía y el Ejército Imperial Ruso, posteriormente incluyendo a las agencias especiales como el NKVD y la KGB.
La producción para este país comenzó en Lieja, Bélgica en 1895 pero en 1898 comenzó su producción local. El revólver empezó a ser reemplazado por una pistola semiautomática más moderna, la Tokarev, en 1933, pero continuó siendo producido y empleado en grandes números durante la Gran Guerra Patriótica. Su forma y nombre característicos le ayudaron a obtener un estatus de culto en Rusia, siendo considerado a comienzos de los años 30 un gran honor que un miembro del Partido recibiera como regalo un revólver Nagant M1895 con una estrella roja grabada. Su producción y empleo continuaron hasta 1950, haciendo de él una de las armas auxiliares con más largo servicio en la historia militar moderna, aunque no tanto como el del revólver Webley (1887-1963) y la Colt 1911A1 (1911-1984). Todavía es utilizado por la Policía Ferroviaria rusa y diversas fuerzas policiales menores.

## Características técnicas
La mayoría de revólveres presentan un pequeño espacio entre el tambor y el cañón; siendo este necesario para que el tambor pueda rotar y alinear una nueva recámara cargada ante el cañón para ser disparada. Esto obliga a la bala a cruzar el espacio al ser disparada, lo cual puede tener un efecto adverso en la precisión, especialmente si el cañón y el tambor están mal alineados, presentando también una vía de escape para los gases con alta presión y temperatura que siguen a la bala. El M1895 tiene un mecanismo que, mientras se arma el martillo, primeramente gira el tambor y luego lo empuja hacia adelante, cerrando así el espacio entre el tambor y el cañón. El cartucho, también característico, juega un importante papel en sellar y evitar los escapes de gases del arma. La bala se encuentra totalmente dentro del casquillo y este tiene un diámetro ligeramente reducido en la boca (cuello de botella). El cañón presenta una sección cónica en la parte posterior, la cual acepta la boca del cartucho y así completa el sello de gases. Al sellarse el espacio, la velocidad de la bala es incrementada entre 15 a 45 m/s.
El sistema de disparo cerrado permitía al revólver Nagant, al contrario de otros revólveres, poder ser efectivamente equipado con un silenciador, procediéndose así. Durante la Segunda Guerra Mundial, un pequeño número de revólveres Nagant empleados por las tropas rusas de reconocimiento y observación fueron equipados con un tipo de silenciador conocido como «aparato Bramit». La Checa, el NKVD y la KGB son conocidos por haber empleado el Nagant silenciado para asesinatos. Durante la guerra de Vietnam, las guerrillas del Vietcong emplearon revólveres Nagant silenciados, que habían sido modificados en talleres clandestinos. Se puede ver un ejemplar de Nagant M1895 silenciado en el Museo de la CIA de Langley, Virginia.
Pero el éxito tiene su precio. Los revólveres Nagant debían cargarse cartucho por cartucho a través de una portilla de recarga, lo cual implicaba la extracción manual de cada cartucho disparado, haciendo que la recarga fuese lenta y laboriosa. A pesar de esto, el revólver cargado era seguro de portar y podía permanecer cargado por largos periodos de tiempo. Esto fue un importante factor para su longevidad en servicio: tales características hicieron que el Nagant sea una buena elección para aquellas personas que precisaban portar el arma todo el tiempo, pero que no disparaban muy a menudo, como oficiales o policías. Sumándose a esto la posibilidad de usar un silenciador y el gran número de revólveres Nagant disponibles de las reservas del Ejército Ruso, hacen que el revólver figure en la lista de opciones a tomar en cuenta para un arma de defensa personal.
El Nagant M1895 fue producido tanto en modelos de acción simple como de doble acción antes y durante la Primera Guerra Mundial. Estos son coloquialmente conocidos como «modelo Soldado» y «modelo Oficial», respectivamente. La producción del modelo de acción simple parece haberse detenido después de 1918, con algunas excepciones, como ejemplares fabricados para competiciones de tiro al blanco. La mayoría de revólveres de acción simple fueron posteriormente convertidos a doble acción, haciendo que los revólveres de acción simple sean bastante escasos y buscados por los coleccionistas.

## Cartucho

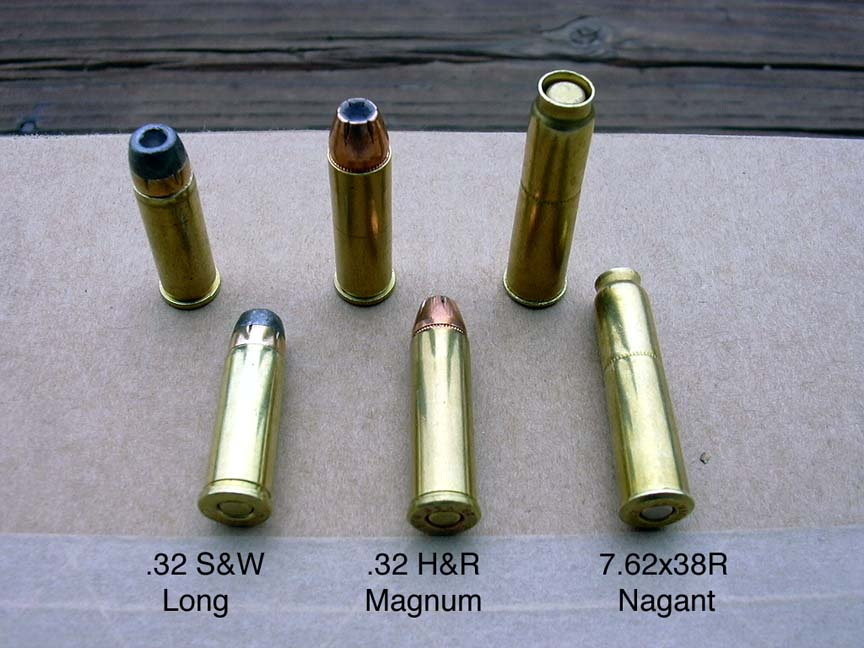
Comparación entre un cartucho .32 Smith & Wesson Largo, un .32 H&R Magnum y un 7,62 x 38 R Nagant

El Nagant M1895 dispara un cartucho característico, el 7,62 Nagant, también llamado 7,62 x 38 R o «Cartucho Tipo R». La bala está alojada debajo de la boca del casquillo, con la pestaña de cierre de este justo encima de ella. Al ser disparado en el revólver Nagant, la pestaña de cierre se expande en el cono de forzamiento, completando el sellado de gases y aumentando visiblemente la velocidad de boca a unos 23 m/s.
El calibre 7,62 mm fue elegido, en parte, para simplificar la producción de cañones y balas - el fusil ruso en servicio de la época era el Mosin-Nagant, que tenía un cañón del mismo diámetro y empleaba el cartucho 7,62 x 54 R.
Los materiales para la recarga manual de cartuchos 7,62 Nagant (especialmente casquillos de calidad), son bastante difíciles de obtener.
Otros cartuchos - .32 S&W, .32 S&W Largo, .32 H&R Magnum y cartuchos artesanales fabricados a partir de casquillos de .32-20 Winchester, .30 Carbine o .223 Remington - también pueden ser disparados por el revólver Nagant, pero no lograrán un efectivo sellado de los gases.